# Finlandssvenska

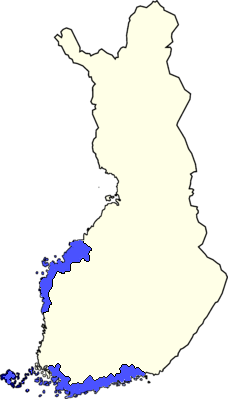
Områden markerade med blå färg är de där den övervägande majoriteten av de svenskspråkiga i Finland bor.

Finlandssvenska (finska: suomenruotsi) är en överregional varietet av svenska som är karakteristisk för finlandssvenskar och som kännetecknas av vissa finländska särdrag. Inom finlandssvenskan finns ett flertal dialekter. De finlandssvenska dialekterna tillhör gruppen östsvenska mål till vilken även estlandssvenska hör.    
Svenska är ett av Finlands två nationalspråk, och det enda officiella språket på Åland. Frågan huruvida åländskan bör räknas som finlandssvenska är något kontroversiell, bland annat eftersom åländskan kan anses vara närmare besläktad med uppländskan än med de svenska dialekterna i Fasta Finland.
Enligt finländsk folkbokföring 2018 var svenska modersmål för 26 000 ålänningar (86,8 procent av befolkningen) och 263 000 invånare i övriga Finland (4,8 procent av befolkningen), huvudsakligen i landskapen Nyland, Egentliga Finland och Österbotten.

## Talare – antal och fördelning
Från finlandssvenskt håll kan det ibland med eftertryck påpekas att i runda tal 200 000 finlandssvenskar under 1900-talet invandrat till Sverige, och att siffror för språkgruppens storlek rätteligen borde omfatta också dessa sverigefinlandssvenskar. Den finlandssvenska gruppens andel av de svenskspråkiga blir då ungefär en halv miljon av 8,2 miljoner, det vill säga 6 %.
Statistiken visar vilka som i folkbokföringen anger svenska som sitt modersmål. Eftersom denna bokföring inte ger något utrymme för tvåspråkighet framstår gränsen mellan finnar (finskspråkiga finländare) och finlandssvenskar (svenskspråkiga finländare) som skarp. Det är den inte i verkligheten. Fast finlandssvenska måste definieras snävt, som den svenska som talas som modersmål av finländare, omfattar den svenska som talas i Finland också ett stort antal nominellt finskspråkiga som genom giftermål, familjebakgrund (en finlandssvensk förälder), utbildning, yrkesverksamhet eller en bakgrund som sverigefinnar talar svenska dagligen och flytande. Medan den förstnämnda, snävt finlandssvenska språkgruppen (på grund av utvandring med mera) blivit mindre under 1900-talet har den senare, tvåspråkiga gruppen blivit avsevärt större (undersökningar på 2000-talet har räknat till 40 000 tvåspråkiga familjer). Andelen tvåspråkiga barn som registreras som svenskspråkiga har varierat över tiden, och den är avsevärt lägre än benägenheten att placera barnen i svensk skola.
Med stöd av denna statistiska, något missvisande entydighet (som saknar motsvarighet i Sverige) har Korsnäs kommun i Österbotten länge kunnat presentera sig som världens svenskaste kommun, med över 96 % svenskspråkig befolkning (enligt statistik från år 2001).
År 2012 uppgav 44 % av finländarna med annat huvudspråk att de kunde hålla en konversation på svenska. År 2019 uppgav 20 % av finländarna (1,1 miljoner) att de uppskattar att de talar svenska på modersmålsnivå, utmärkt eller bra, och 25 % (1,4 miljoner) att de talar svenska på tillfredsställande nivå.
På motsvarande sätt varierar kunskaperna i finska starkt hos dagens finlandssvenskar, av vilka många gör grundläggande misstag i sitt finska språkbruk.

## Historia
Finland var från kungamaktens uppkomst i mitten av 1300-talet en del av Sverige, men förlorades till Ryssland 1809. Svenska upphörde att vara det enda administrativa språket först 1892 (enligt en lag antagen redan 1863), varefter dess dominans som kultur- och bildningsspråk avtog steg för steg fram till Finlands självständighet 1917. Detta återtåg beskrivs som finska språkstriden. Efter en utbildningsreform på 1970-talet är både svenska och finska obligatoriska skolämnen på fastlandet. Fram till 2004 var båda obligatoriska för studentexamen; numera är provet i modersmål det enda obligatoriska i studentexamen och provet i "det andra inhemska språket" (svenska för finskspråkiga, finska för svenskspråkiga) därmed frivilligt.

## Skillnader mot rikssvenskan
Uttal, prosodi, ett antal ord och ett fåtal egenheter i grammatiken skiljer finlandssvenskan från rikssvenskan. Uttalsskillnaderna är mest märkbara, men de är inte mycket större än skillnaderna mellan svenska talad i Lund, Uppsala, Göteborg eller Umeå. Flertalet svenska dialekter i Finland har kvar fornspråkets kvantitetsförhållanden, nämligen kort vokal framför kort och lång (dubbel) konsonant samt även lång vokal framför kort och lång (dubbel) konsonant. Det är bakgrunden till att finlandssvenskarna talar med sin karakteristiska prosodi (språkmelodi). Folk i Finlands större städer talar ofta en utjämnad svenska (högsvenska) som till ordförrådet är mycket lik rikssvenskan. Däremot har folk från gamla svenskbygder ofta en arkaisk och ibland svårförståelig dialekt som modersmål.
Svenskan i Finland har historiskt inte varit särskilt påverkad av finskan. De gamla svenskbygderna har varit mycket isolerade i hundratals år, och ytterst få finska ord finns i de gamla dialekterna. De gamla dialekterna har bevarat mycket gamla svenska ord och uttryck samt gamla (eller ursprungliga) betydelser av svenska ord. Den bildade finlandssvenskan ("högsvenskan") har dock alltid varit mera påverkad av finska än de isolerade lantliga dialekterna, men också av andra språk såsom ryska, tyska, latin och franska. Finskans påverkan på högsvenskan märks snarare i prosodin i södra Finland, medan den österbottniska högsvenskan har en helt annan prosodi. Vardaglig och ungdomlig finlandssvenska i de finskdominerade områdena står under stark påverkan från finskan och i någon mån engelskan, vilket märks bland annat i otaliga ordlån (eller snarare kodbyten): "har du kännykkä?" (= mobiltelefon), "det var kiva!" (= kul) "så är det i business" (= i affärslivet). Det finns även exempel på förfinskningar av svenska ord som sedan lånats "tillbaka" av finlandssvenskarna: Ordet "valborg" har kommit att heta "Vappu" på finska, därefter har finlandssvenskarna börjat säga "Glada vappen!".
De engelska ord som används i finlandssvenskan, men inte i rikssvenskan, kan vanligen tolkas som finska lån, därför att det då är frågan om sådana anglicismer som tagits upp i det finska talspråket. Bisnes för "affärslivet" är ett gammalt och inarbetat ord i finskan; likaså har finskan lånat in pointti i betydelsen "poäng(en med en historia)", vilket sedan gett upphov till det finlandssvenska talspråksordet point, -en (uttal: påjnt): att missa pointen i stället för "att missa poängen", jämför finskans missata pointti. Det finns även engelska uttryck som översatts till finska uttryck, och från finskan vidare till finlandssvenskan. Vidare säger finlandssvenskarna ofta "Trevligt veckoslut!" i stället för "Trevlig helg!". Att säga att finlandssvenskan har mer engelska lån än rikssvenskan är dock inkorrekt, det är bara ofta frågan om olika lånord.

### Skillnader mot svenska med finsk brytning
Det är ett vanligt missförstånd (särskilt bland rikssvenskar) att den finlandssvenska högsvenskan bara är "en finsk brytning av svenska"; detta stärks ofta av att då finskspråkiga finländare talar svenska klingar det i rikssvenska öron likt finlandssvenskarnas modersmål. Därmed föds ofta missförståndet att finlandssvenskarna påverkats av det finska uttalet. Men situationen är ofta den motsatta[källa behövs]: finnar uttalar sin inlärda svenska som finlandssvenska eftersom det är den varianten av svenska de lärt sig i skolan och som de hör från finlandssvenskar i sin omgivning. Till skillnad från finlandssvenskar har personer med finska som modersmål ofta problem med vissa ljud i såväl finlandssvenskan som rikssvenskan (u-, y-, ö-, sje- och tje-ljud) och med uddljudande konsonantgrupper. Vissa finlandssvenska dialekter, till exempel i Österbotten, använder främre sje-ljudet medan till exempel uppländska använder mellersta sje-ljudet; jämför exempelvis ordet "sju". Detta är dock i likhet med de nordligaste norrländska målen, exempelvis dialekter i Västerbotten, så samma spännvidd finns även inom 1809 års svenska gränser.

### Finlandssvenskt uttal
Det finlandssvenska högsvenska uttalet baseras, som i många andra språk, på huvudstadsregionens dialekt, men säkerligen i lika hög grad på ett högreståndsuttal som inte är specifikt förankrat i någon region. Att huvudstaden flyttades från Åbo till Helsingfors 1812 har förmodligen också haft en viss utjämnande effekt. 
En vanlig föreställning är, att standardspråket i centrum av ett språkområde också är den äldsta och "ursprungliga" språkformen. Därför kan det vara värt att här poängtera, att både de riks- och finlandssvenska standardspråken vart för sig har blandats samman av olika dialektdrag genom århundradena. Som det mindre av standardspråken har det finlandssvenska dock fortlöpande tagit intryck av det rikssvenska. Likväl har det också bevarat drag som är äldre än i detta.
Jämfört med standardsvenskan i Sverige kännetecknas det finlandssvenska uttalet bland annat av följande:
- Förskjutning i slutna vokaler – i själva verket ett äldre uttal av dessa

Det finlandssvenska u-ljudet är en centralvokal (fonetiskt /ʉ/) som inte förekommer i rikssvenskan (men däremot nog i en del rikssvenska och norska dialekter och snarlikt i danskan). Finskspråkiga tenderar att uttala den närmast som "y" medan rikssvenskar ofta gärna hör ett muddrigt "o".
För en finlandssvensk är det absurt att skriva "exkjos mi" för det är ju alldeles tydligt "exkjus" med ett nästan rent finlandssvenskt u.
Det finlandssvenska y-ljudet avviker också från det rikssvenska hårt överrundade. Det är något spetsigare än det tyska eller finska, men ligger rätt nära dessa. (Jämför skillnaden i ö-ljudet i "öra" och "öga" för en ungefärlig analogi.) Det rikssvenska u-ljudet liknar också det finlandssvenska y:et.
- Begränsad repertoar av sje/tje-ljud

Finlandssvenskan känner egentligen bara ett sje-ljud, och tje-ljudet realiseras med t-förslag, som en affrikata "tsch" /ʧ/:
| Ord      | Rikssvenskt uttal | Finlandssvenskt uttal |
| -------- | ----------------- | --------------------- |
| tjugo    | ɕʉ̟ːgʊ             | ʧʉ:gʉ                 |
| sju      | ɧʉ̟ː               | ʃʉː                   |
| schlager | ʂlɑːgər           | ʃla:gær               |

En del finlandssvenska dialekter har en rikare repertoar av sje-ljud och/eller lämnar bort anslaget i tje-ljudet.
- Avsaknad av retroflexa konsonanter

I rikssvenskan tenderar tungspets-r framför dental konsonant att resultera i en assimilation till ett retroflext konsonantljud. I finlandssvenskan förekommer inte denna sammansmältning, utan r uttalas rent och skilt från den efterföljande konsonanten i ord som "hård", "kärl", "korn", "kort", "kors".
- Tydligt r

Själva r-ljudet är tydligt rullande (tremulantiskt), olikt vissa rikssvenska dialekter där det mjuknat (spirantiskt). Dock brukar äldre talare ofta mjuka upp det, så att det blir spirantiskt.
Det finns finlandssvenska dialekter med egna uttalsvariationer, till exempel det östnyländska r-ljudet som liknar det i amerikansk engelska.
- Arkaiskt uttal av vissa konsonantgrupper

d-ljudet uttalas tydligt i ord som "djur", "djungel", "adjö" (men inte i alla dialekter).
- Kortstavigt uttal av vissa ord

En betonad stavelse kan innehålla både kort vokal och kort konsonant, som i fornsvenskan men olikt modern rikssvenska, där antingen vokalen eller konsonanten måste vara lång. I Sverige finns denna stavelseform kvar bara i Siljansbygden i Dalarna och i ett par små språkfickor till. Detta kortstaviga uttal undviks i allmänhet i "vårdat" tal, men är det enda tänkbara i många genuint finlandssvenska ord och lånord från finskan med detta uttal. (Ibland är det svårt att veta till vilkendera kategorin dessa ord hör.) Exempel: "pletu" (platt, ointressant), "pipi" (sjuk), "sidu" (ser du), "kiva" (trevlig, bra, skojig).
Många finländska smeknamn har också detta uttal, t ex Lefa (Leif), Krisu, Kisu, Kride (Kristian, Krister, Kristoffer), Kati, Kata (Katarina), Kami, Kamu (Camilla). Främmande egennamn och ämnesord uttalas också ofta kortstavigt, enligt finsk modell (Skoda, Lada, Adidas, Kawasaki, judo, karate, UFO; men: Nato med långt a).
Flera av de ord, vilkas kortstavighet har ärvts från fornsvenskan, är så invanda att många uttalar dem så också då de i övrigt försöker låta "vårdat". Mögel är ett sådant ord. I "slarvigare" tal är också före (som i före klockan tolv), blivi(t), fari(t) med flera kortstaviga.
I några av de få fall, där en fornsvensk kort vokal har förlängts i rikssvenskan trots att en konsonantgrupp följer, har finlandssvenskan också den korta vokalen kvar – som i moln.
- Betoning på senare stavelse

Vissa ord som i rikssvenskan har betoning på första stavelsen (till exempel adverb på -ligen) tenderar att uttalas med betoning på en stavelse längre fram: insEkt, antAgligen, ursprUngligen, självstÄndighetsdagen, salpEter, makrIll.
- Ett enda a-ljud

Kontrasten mellan öppet främre och halvslutet bakre a-ljud saknas: "kaffe och bakelser" uttalas med ett enda a-ljud. Även detta är ett ålderdomligt drag.
- Ett enda e/ä-ljud

I likhet med flera andra svenska dialekter saknas det bredare ä-ljudet i ord som "lämna" och "spätta". Även långt ä har här assimilerats med e.
- Vissa långa o-ljud har bevarats som långa

"(En) dom" uttalas med långt "o", så även "lots", men "lom" uttalas med kort o.
- Avsaknad av tonaccent

"Anden" (bestämd form av "and") och "anden" (bestämd form av "ande") uttalas likadant, med en neutral accent som kanske ligger närmare den rikssvenska akuta tonaccenten (av "and").
Tonsystemet förekommer dock fortfarande t ex i vissa västnyländska dialekter (i en form som är tacksam att karikera, "saa-TAN!")
- Avsaknad av aspiration

Aspirerade tonlösa klusiler tolereras, men ger ett lätt intryck av konstlat överklassuttal.
I finskan är aspirationen i allmänhet främmande, men används t ex som stilmedel i äldre filmer för att markera överklassuttal, möjligen en person som har svenska som modersmål. "Phäivää herra khersantti" i stället för "päivää herra kersantti" ('god dag herr sergeant'). (Aspiration förekommer dock också naturligt i en del nordfinska dialekter.)
- Systematiska variationer i o/å-ljud

Finlandssvenskar tenderar att använda o-ljud i bl a en del grekiska lånord, t ex telefon, neuron, logisk, synod; även analogt teflon (men också med -ån). (Också detta drag är gemensamt med en del dialekter på den rikssvenska sidan.)
(Däremot nog neurolog och andra -loger med å-ljud.)
- Obekymrat förhållande till diftonger

Det är inte svårt alls att uttala "neurologi", "Europa", "eutanasi" precis som de skrivs.
Ord som "terapeut" och "farmaceut" utgör särfall; flera olika uttalsvarianter förekommer. Ett lågtyskt inspirerat uttal "-öjt" är relativt vanligt.
I sammanhanget kan ännu nämnas inandnings-jo, som är ett läte som är specifikt dels för finlandssvenska, dels är ett särmärke för nordligare norrländska mål. Det används för att uttrycka jakande, och produceras genom att artikulera "jú" med munnen, men i stället för att uttala det som ett ord drar man in luft i en väsande vissling.
Eftersom det inte finns någon klart fastslagen norm går det givetvis att debattera allmängiltigheten i denna sammanfattning. Vårdat talspråk i Helsingfors, som ofta gäller som "riksfinlandssvenska", skiljer sig en hel del från talspråket i svenska Österbotten. Beskrivningen ovan torde dock stämma väl överens med hur t.ex. festtalare och radio- och TV-journalister förväntas försöka låta.

### Finlandssvenska ordformer
- Man har kvar en del gamla kortformer av betydelselätta ord – såsom int' , sku'  och re'n. Det är en detalj som rikssvenskar gärna tar fasta på när de vill härma finlandssvenska.

- På sina håll är ordet för 'inte' inga: "Jag ha inga vari där". Detta anses inte höra till högsvenskt uttal, men förekommer även där.

### Finlandismer – särfinlandssvenska uttryck
Det antal ord som antingen är särfinlandssvenska eller används på annorlunda sätt av finlandssvenskar än av rikssvenskar, s.k. finlandismer, är på det hela taget litet. I vardagligt språkbruk, inte utpräglat dialektalt, uppskattar man antalet mer allmänt spridda finlandismer till några hundra.
Mest värda att uppmärksamma är så kallade "falska vänner" (förvillande likheter). De kan jämföras med, men är avsevärt färre, än i norska och danska. Till exempel grina betyder i (Mellan-)Sverige 'gråta', men har i finlandssvenska och danska (liksom ofta i skånska) också betydelsen 'att skratta'. (Det fornsvenska ordet betydde helt enkelt "grimasera". Jfr engelska "grin".)
Några exempel på finlandssvenskt språkbruk som kan förbrylla eller orsaka missförstånd för rikssvenskar:
| Finlandssvenska                                                  | Rikssvenska | Kommentar |
| ---------------------------------------------------------------- | --- | --- |
| "stäng dörren" "sätt dörren fast"                                | "lås dörren" | Om orsaken är att låsen är olika i Finland och Sverige är en öppen fråga. Det finns uteslutande s.k. glidlås med ena sidan av glidstycket snedslipat i det finska Abloy-systemet, och stängs en dörr låses den med detsamma. "Låsa" förekommer också, när man vill vara uttrycklig. |
| "fastna fast" "slå fast boken" "sätt fast fönstret" "ögona fast" | "fastna" "slå igen boken" "stäng fönstret" "blunda" | kalkerade på finska fraser med kiinni |
| "jag slipper OCH simma!"                                         | "jag kan/får bada!" | Men "jag slipper ATT göra läxan i kväll" betyder detsamma i bägge språkvarianter. Verbet slippa kan ha påverkats av finskans päästä, som betyder "ha tillgång till något, ha möjlighet att göra något (som är kul)" men också "undslippa" (beroende på hur objektet kasusböjs). Jämför dock även (äldre) allmänsvenska uttryck som slippa in/ut/till/ifrån. Förbryllande i en mening som "Några medlemmar kom till mötet, andra ringde och sa att de inte slipper". Notera att i rikssvenska dialekter uttalas ofta både obetonat "att" och "och" närmast identiskt som [ɔ]/[o]. |
| "tuta" eller "tutta"                                             | "sova" | |
| "tutt"                                                           | "napp" | som i meningen "Om barnen skriker får mammorna ta fram tuttarna". |
| "jag kommer nog"                                                 | "jag kommer (helt säkert)" | nog motsvarar här finskans kyllä: kyllä minä tulen |
| "jag söker barnen på dagis" "Jag söker barnen från dagis"        | "jag hämtar barnen på dagis" | främst i södra Finland, och en känd s.k. "icke godkänd" finlandism. Jfr isländskans sækja med betydelsen "hämta", liksom finskans "hakea", som kan betyda både söka och hämta. |
| "jag hämtar blommor"                                             | "jag har med mig blommor" | Hämta i Sverige: "gå någonstans och ha något med sig tillbaka", i Finland (regionalt): "gå någonstans och ha något med sig dit" |
| "gummi"                                                          | "sudd" | vardagsord för suddgummi, inte preventivmedel |
| "inkompetent sökande"                                            | "obehörig sökande" | om jobbsökande utan de rätta formella kvalifikationerna – eftersom finskans pätevä betyder både 'formellt behörig' och 'duglig, kapabel' (utan den subjektiva värdering som ligger i kompetent) |
| "nästa lördag"                                                   | "(nu) på lördag" | jfr finskans ensi lauantaina |
| "senaste lördag" "förra lördagen"                                | "i lördags" | jfr finskans viime lauantaina |
| "riktigt"                                                        | även "egentligen" | Ex. "Hur är det nu riktigt?" (logisk motsats till inte riktigt) |
| "ännu"                                                           | även "mer", "(en sak) till" | Ex. "Det var ännu någo jag sku säga..." (analogt med även rikssvenska uttryck som ännu en, ännu fler) |
| "nå"                                                             | uttrycker inte otålighet eller irritation, utan är bara ett insticksord (såsom finns i många dialekter och språk) för att ta sats inför en replik. Liksom i äldre rikssvenska kan man inleda en fråga med det – men lika gärna en påståendesats. | Ex. "-Nå, hur många barn har du?" "-Nå, jag har fyra." Finskan har samma bruk (av no), men det förekommer också på liknande sätt i danska (jfr även engelskans well eller spanskans bueno). |

Det bör påpekas att de flesta särskiljande uttrycken hör till finlandssvenskt talspråk, att inte alla går hem i hela Svenskfinland och att många finlandssvenskar vet att följa den standardsvenska normen åtminstone när de skriver eller talar med rikssvenskar. Ganska få finlandismer är generella i meningen att alla finlandssvenskar har dem i sitt språkbruk. Rikssvenskan är nog bekant för många i Finland, via TV eller annan språkkontakt, för att inte missförstånden ska bli allvarliga. Många särfinlandssvenska uttryck har uppstått genom påverkan från finska, men många andra är gamla allmänsvenska ord och uttryck, ärvda eller lånade, som har ändrat betydelse (t.ex. semla) eller fallit ur bruk i Sverige. Detta är ett vanligt fenomen i små språkliga utkantsområden som har varit mer eller mindre isolerade från centrum en tid – i Norden har vi ett mycket mer utpräglat exempel i isländskan.

I tabellen nedan är de finska ord som anförs inte alltid direkta förebilder, långivare, men de kan i varje fall ha verkat konserverande, fått det finlandssvenska uttrycket att leva kvar och spridas:
| Finlandssvenska                            | Rikssvenska                                                           | Kommentar |
| ------------------------------------------ | --------------------------------------------------------------------- | --- |
| aj jo!                                     | javisst ja!                                                           | Antagligen från finskans ai niin! för att uttrycka plötslig hågkomst eller medgivande av glömska |
| aktersparkare                              | aktersnurra                                                           | |
| allt ännu                                  | fortfarande, alltjämt                                                 | på vårdad finlandssvenska används exakt samma ord som i Sverige. |
| andelshandel                               | kooperation                                                           | |
| arbus                                      | vattenmelon                                                           | från ryskans arbuz |
| brakel                                     | sly, snårskog                                                         | |
| batteri                                    | värmeelement                                                          | På vårdad finlandssvenska radiator. För övrigt exakt samma betydelse som i Sverige. Ett bilbatteri däremot kallas på finlandssvenska fortfarande för ackumulator. |
| batting                                    | —                                                                     | sågat virke större än bräda, t.ex. 50 x 100 mm. Antingen från engelskans batten eller nederländskans batting. |
| Brandmur                                   | Brandvägg                                                             | |
| brännboll                                  | —                                                                     | Eftersom det rikssvenska bollspelet brännboll liknar boboll (pesäpallo, finländsk nationalsport) brukar ordet i stället användas för andra slags bollekar för barn (på finska polttopallo). I de nordligare delarna av Österbotten spelas under skolgymnastiken dock både boboll och brännboll. Då spelas brännboll med samma regler som i Sverige. |
| bygel                                      | klädhängare                                                           | |
| byk                                        | tvätt (kläder)                                                        | Från lågtyska. Ålderdomligt i rikssvenska, utanför fasta uttryck. |
| byka                                       | tvätta kläder                                                         | |
| bykpinne/bykpojke                          | klädnypa                                                              | |
| cellträ                                    | slagträ                                                               | |
| dabbig                                     | fånig, dum                                                            | |
| dagvård                                    | förskola                                                              | i Sverige förekommer "dagvård" understundom som en inofficiell synonym till daglig verksamhet. |
| doka (korta vokaler)                       | supa                                                                  | Slanguttryck |
| doku (korta vokaler)                       | suput, lodis                                                          | Böjning av ovanstående |
| don                                        | arbete, arbetsplats                                                   | Se kommentaren för 'dona' nedan. |
| dona (långt o)                             | göra, arbeta                                                          | Från don = arbetsredskap. Ordet är slang, närmare bestämt helsingforsslang. (Orden finns även i vardaglig och dialektal rikssvenska, men avser då normalt inte förvärvsverksamhet.) |
| donare                                     | arbetare                                                              | Se kommentaren för 'dona' ovan. |
| dynvar                                     | örngott                                                               | |
| eftis                                      | fritids                                                               | Barnomsorg i skolan efter skoldagens slut. |
| egnahemshus                                | villa                                                                 | Termen egnahem är i bruk i Sverige för ett enbostadshus som bebos av ägaren. Tysk term: Eigenheim och finsk term: omakotitalo. Som i rikssvenska används en svag adjektivform (pluralform) även då man syftar på bara ett hus, i stället för det synbarligen mer korrekta "egethemshus".                                                            |
| farmare                                    | jeans; även kombi, herrgårdsvagn                                      | När jeansen först lanserades i Sverige användes även uttrycket "farmarkalsonger"; detta ord försvann dock tämligen omgående |
| fastlagsbulle                              | semla                                                                 | Används sällan i rikssvenska. Jmfr. "semla" nedan. |
| fiffikus                                   | lustigkurre                                                           | antagligen från det tyska ordet Pfiffikus |
| fillare                                    | cykel                                                                 | Slanguttryck använt i södra Finland. Kommer från fikonspråkets filociped-vekon (velociped), över kortuttrycket "filusare". Fillari förekommer också i slangbetonat finskt talspråk. |
| frontman                                   | krigsveteran                                                          | det officiella ordet i Finland för en person som deltagit i fronttjänst (finska rintamamies) under 1940-talets krig. I Sverige har samma ord börjat användas för ung. 'centralfigur': medial talesman, huvudsångare i popband o dyl. |
| fyllkaka                                   | tårta (med fyllning)                                                  | finska täytekakku |
| få muntur (taltur)                         | få en syl i vädret, få ordet                                          | finska saada suunvuoro (puheenvuoro). Svenska avdelningen vid Institutet för de inhemska språken i Finland avråder bestämt från att använda orden muntur och taltur. |
| glansbild                                  | bokmärke                                                              | finska kiiltokuva |
| grodpingla                                 | grodyngel                                                             | |
| halare                                     | overall                                                               | Även "överhalare", antagligen folketymologisk förvrängning av overall. På finska haalarit. |
| handeln                                    | butiken                                                               | Mer ålderdomligt i rikssvenska. Jfr finskans slangbegrepp handeli d.v.s. alltså Alko-butik (finländska motsvarigheten till Systembolaget) |
| hassa                                      | slösa                                                                 | finska: haaskata |
| hopa                                       | ro baklänges (i akterns riktning)                                     | Från fornsvenska "hopa", få hästen att backa (rygga). Jfr finskans huovata "ro baklänges" (konsonanten -v- blir -p- i många böjningsformer, t.ex. imperativformen huopaa! "ro baklänges!") |
| hoppeligen                                 | förhoppningsvis                                                       | |
| huskors                                    | sorg eller lidande i hemmet; person i hemmet som plågar sin omgivning | "Nå, hur går'e med huskorse' då?" Ålderdomligt i rikssvenska. |
| hårdskiva                                  | hårddisk                                                              | finska kiintolevy |
| håsa (kort å)                              | skynda, jäkta                                                         | finska hosua |
| i's                                        | ids, orkar, kan, vill                                                 | (Från fornsvenska idha/idhas)"i's du?" orkar/kan du?; "i's int" låt bli. Jfr finskans viitsiä = idas, orka, och älä viitsi = låt bli. |
| julgubben                                  | jultomten                                                             | |
| kamurka                                    | skåp, förråd                                                          | |
| kaveri                                     | polare                                                                | finska kaveri |
| kiva – kivogare                            | kul – mer kul                                                         | finska: kiva – kivempi. På vårdad rikssvenska och finlandssvenska: trevlig – trevligare. |
| krapula eller krabbis                      | baksmälla                                                             | från latinets crapula: även finskan har krapula. |
| kulu / kulumulu                            | gulle                                                                 | från finskans kullanmuru. |
| kännspak                                   | karaktäristisk                                                        | |
| lavabränd                                  | nedlåtande om originellt personlighetsdrag                            | |
| lavoar                                     | tvättställ                                                            | franska lavoir (även i äldre rikssvenska) |
| lämna                                      | bli (kvar)                                                            | Ren österbottnisk dialekt, som inte används i bildat språk. |
| länk                                       | joggingrunda                                                          | finska lenkki |
| lunta                                      | fuska                                                                 | Från substantivet "lunta", bok, se efter i boken |
| lättrafikled                               | gång- och cykelbana                                                   | finska kevyen liikenteen väylä |
| maila                                      | racket, (hockey)klubba, slagträ, bollträ                              | Finskans maila är en generisk term för slagträn, spelklubbor, racketar och liknande. Finlandssvenskan har lånat in ordet, eftersom svenskan saknar en allmänt tillämpbar benämning på alla spelredskap man håller i handen. |
| markera                                    | räcka upp handen                                                      | Även på danska får skolbarnen lära sig att markere. |
| maskingevär                                | kulspruta                                                             | finska konekivääri. |
| minnespinne / minnessticka                 | USB-minne                                                             | Ordet minnepinne används även i norskan. |
| mjölktölk                                  | mjölktetra                                                            | Från finskans tölkki. |
| (hur) mångte                               | vilken i ordningen                                                    | "Hur mångte snapsen är det?". Vilken snaps i ordningen är det/Hur många snapsar har du tagit? Jfr finskans kuinka mones?, monesko? |
| mössöron                                   | nyutsprungna björklöv                                                 | |
| nakupelle                                  | naken, näck                                                           | |
| paff                                       | papp                                                                  | finska pahvi |
| paja                                       | smeka                                                                 | "Paja katten". Finska paijata |
| pansarvagn                                 | stridsvagn                                                            | finska panssarivaunu |
| parktant                                   | kvinnlig lekledare i parker                                           | finska puistotäti |
| ped; peda                                  | cykel; cykla                                                          | I dialekter. Från velociped |
| pikuliten                                  | väldigt liten                                                         | från finska pikku = liten |
| poro (korta å), kaffeporo                  | kaffesump                                                             | från det gamla svenska dialektordet parer (bottensats vid bl.a. ystning). På finska: poro . |
| poligubbe (kort o)                         | suput, lodis                                                          | från finska puliukko, av att alkoholister avskilde spriten ur polityr |
| påta (kort å), pota (kort o)               | peta                                                                  | |
| rar                                        | försiktig                                                             | även en rikssvensk tolkning av ordet, men ses enbart i korsord och liknande |
| remont                                     | renovering, sanering                                                  | av ryska remont |
| rojsig                                     | vild, bråkig                                                          | |
| rosk                                       | skräp                                                                 | finska roska (från fornsvenskans rosk) |
| roskis                                     | soptunna, skräpkorg, papperskorg                                      | ordet används för alla kärl avsedda för avfall, vid sortering kan man precisera, t.ex. pappersroskis. Från finska roskis. |
| rådda                                      | ställa till det, skräpa ned                                           | |
| råddigt                                    | rörigt                                                                | |
| semla                                      | ljus vetebulle, småfranska, fralla                                    | Sydtyska (österrikiska) Semmel; finskans sämpylä verkar taget från den äldre svenska formen sembla. Det man i större delen av Sverige menar med "semla" heter på finlandssvenska "fastlagsbulle". En "grahamsemla" är gjord av fullkornsmjöl. |
| simma                                      | bada                                                                  | Simma används både i idrottssammanhang och för lek. Bada görs endast i badkar och bastu. Jfr finskan uida = simma eller bada i naturen, kylpeä = bada i badkar eller i badinrättningar |
| simstrand                                  | badstrand                                                             | finska uimaranta |
| skumvin                                    | mousserande vin, skumpa                                               | finska kuohuviini (jfr tyskans Schaumwein) |
| skrapabulla                                | sladdbarn                                                             | den sista bullen, det sista hopskrapet av degen. Skrapa- uttalas kortstavigt. |
| skrinna                                    | åka skridskor                                                         | sägs sällan i Sverige numera; äldre slang |
| skyddsväg                                  | övergångsställe                                                       | Vedertagen benämning i trafiksammanhang, av finskans suojatie. Används i officiell lagtext. |
| skyma                                      |                                                                       | En anklagelse: "Sluta skyma!" till någon som till exempel äter mannagrynsgröt och därvid endast skrapar av det tunna, goda lagret av sylt eller kanel och socker i syfte att genast ta mer. |
| skönskrinning                              | konståkning                                                           | fi kaunoluistelu; dock anses även i Finland konståkning vara en mer korrekt term |
| slattrig                                   | slapp                                                                 | (Jfr sladdrig) |
| småkusin                                   | tremänning, syssling                                                  | möjligen finska pikkuserkku |
| sprakasticka/sprakelsticka (korta vokaler) | tomtebloss                                                            | |
| stobakoff                                  | bufflig person                                                        | Från dialektala ståbak, "drummel", med skämtsam pseudorysk -off-ändelse. Första ledet möjligen från äldre ståbak, "betjänt" (någon som står bakom). |
| stritta                                    | stänka                                                                | |
| stöpsel                                    | stickpropp, -kontakt                                                  | över ryska Штепсель, (sjtepsel') troligen från tyskans Stöpsel |
| svirvla                                    | fiska med kastspö (d.v.s. svirvelspö)                                 | |
| söndra                                     | ha sönder                                                             | Ålderdomligt i rikssvenska, jfr. "söndra och härska" |
| ta ont                                     | göra ont                                                              | Även "ta sjukt". |
| tambur                                     | hall (i bostad)                                                       | har nästan fallit ur bruk i Sverige |
| talko (-å)                                 | taklag (som i taklagsfest)                                            | finska talkoot,',se:talko |
| tassig                                     | tokig, fånig                                                          | Eventuell koppling till snarlika sydsvenska tossig, ursprungligen "klumpig" |
| tidennan                                   | där (borta)                                                           | Ordet är österbottnisk dialekt, som inte accepteras i skriftspråket. |
| trotta (kort å)                            | pilla in, tränga samman                                               | |
| (på) tumis                                 | (på) tumanhand                                                        | |
| tupp                                       | (ute)dass, toa                                                        | |
| täckas                                     | töras (= tordas), ha mage att                                         | "Jag täcks inte göra så". Jmfr svenskans "täcka könet" och "otäck" |
| tränopickor                                | små utslag på fötter eller händer                                     | finska pikku = liten. |
| underslev                                  | fusk (vid prov i skolan)                                              | från tyska: Unterschleif. Ordet är i rikssvenskan en föråldrad juridisk benämning på förskingring och trolöshet mot huvudman |
| verrare/verkkare                           | träningsoverall                                                       | från finska verryttelypuku (verrarit/verkkarit) |
| vessa                                      | toalett                                                               | finska vessa. Om man är nödig säger man att man har "vessabrått". |
| vilsoped                                   | cykel                                                                 | Skämtsam förvrängning av velociped, ett ord som knappast används i rikssvenskan längre |
| villa                                      | sommarstuga                                                           | I Österbotten; i södra Finland är ordet villa mer sällsynt och syftar oftast på ett stort och pompöst friliggande enfamiljshus. Ordet kommer från latinet via en betydelseglidning i mexikansk spanska. |
| vinden                                     | övervåningen                                                          | |
| voj, voj!                                  | ack! o! - oj, oj!                                                     | |
| åsnebrygga                                 | något omständlig övergång från ett tema till ett annat                | finska aasinsilta = åsnebrygga, ursprungligen lat. pons asinorum |
| ämbar                                      | hink                                                                  | från lågtyska (liksom "hink", f ö); anses i Sverige ålderdomligt eller dialektalt |
| ölkorg                                     | ölback                                                                | |
| örfil                                      | kanelbulle                                                            | från finska 'korvapuusti', ordet syftar på både slaget på örat samt kanelbullen. |

I någon mån följer finlandssvenskan samma puristiska tendens som finskan, nämligen att man hellre gör egna ord än lånar in ord från främmande språk. Man säger t-skjorta hellre än t-shirt, överhalare hellre än overall. Frasen sist och slutligen har samma betydelse som rikssvenskans danska lån til syvende og sidst. Finlandssvenskarna har även ett svenskt ord för pommes frites: "fransk potatis" eller "franskisar" (från engelska french fries via finska ranskanperunat), medan man i Sverige använder det franska uttrycket. (Orden frittar, pommar är sällsynta).
Finlandssvenskan har också flera säregna idiomatiska uttryck, till exempel "lyfta katten på bordet" (= "tala klarspråk", från finskans nostaa kissa pöydälle), "acceptera något med långa tänder" (d.v.s. motvilligt, från finskans pitkin hampain) och "(vi har) så det understa ruttnar" (= "(vi har) så det räcker och blir över").
Till de grammatiska olikheterna mot sverigesvenskan hör pluralböjningen av flera som flere ("vi har flere exempel på det"), som även rikssvenskan hade långt in på 1800-talet, och ett extra att, som ofta sätts in i meningar, liksom för att reparera en satsfläta – "Den mannen tror jag inte att kommer hit i kväll"; "Det tycker jag att är bra". Vidare att många alltjämt uttalar "de" och "dem" som de skrivs – även om det östmellansvenska uttalet "dom" för båda vinner mark (liksom i Skåne).
Det finns också flera ord och uttryck i rikssvenskan som används sällan eller inte alls i finlandssvenska. Nedan några exempel:
| Rikssvenska | Finlandssvenska | Kommentar                                                                                           |
| ----------- | --------------- | --------------------------------------------------------------------------------------------------- |
| basta       | bada bastu      | på finska finns verbet saunoa, men frasen käydä saunassa, 'gå i bastu', är vanligare                |
| byggmästare | entreprenör     | på finlandssvenska betyder byggmästare enbart "byggnadstekniker" med ansvar för ett visst arbetslag |

## Dialekter

Finlandssvenska dialekter.

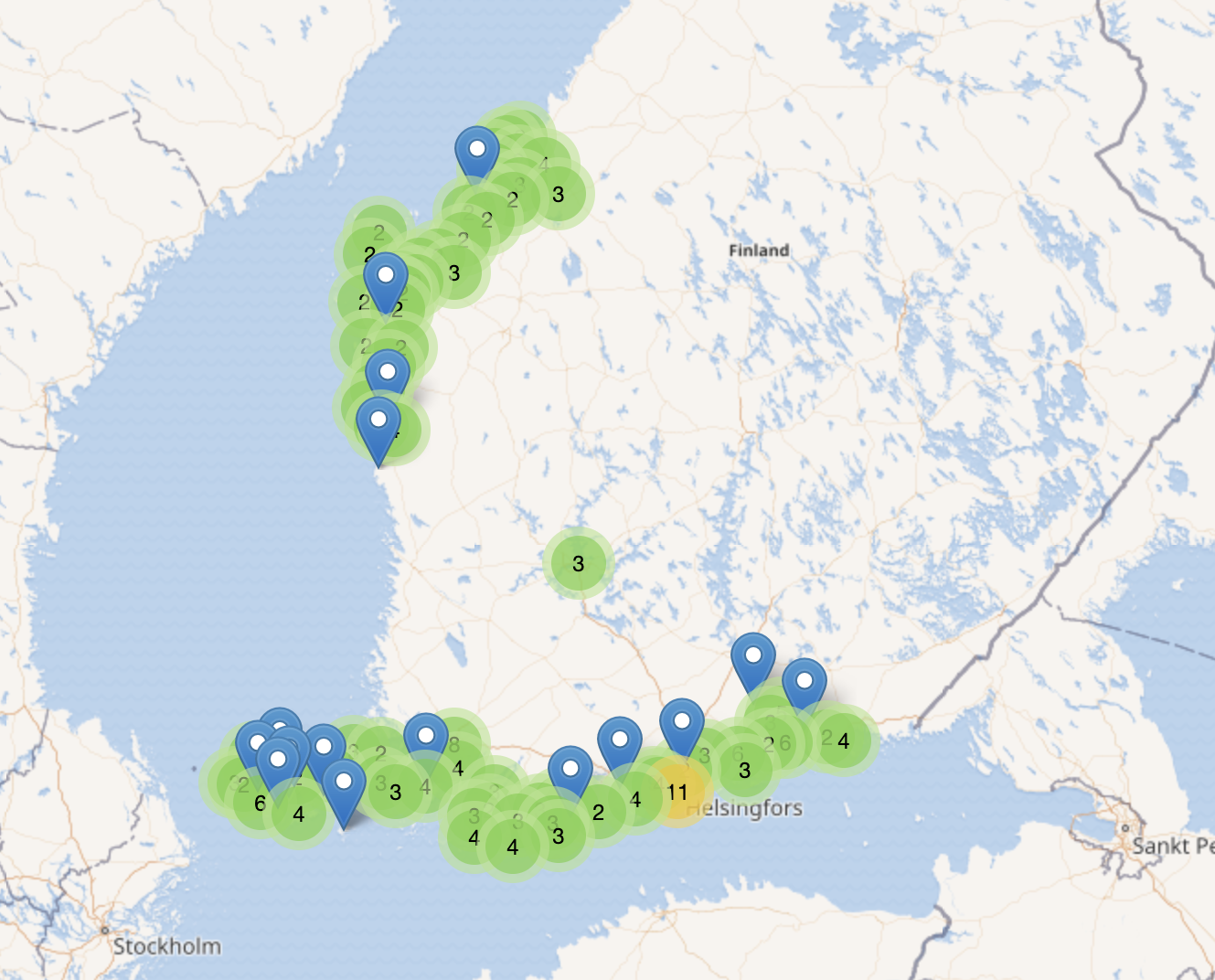
[https://wikimap.toolforge.org/?cluster=false&cat=Audio%20files%20in%20Finland%20Swedish%20dialects&subcats=true Lyssna på dialekters ljudprov på karta

De finlandssvenska dialekterna räknas till de östsvenska målen.
Svenskan som talas i Finland kan grovt delas in i å ena sidan finlandssvenskt riksspråk (av finlandssvenskar ofta kallad högsvenska, en term som språkvetare dock inte använder) och å andra sidan en mängd dialekter, vars svårighetsgrad varierar mycket stort. Dialekterna tillhör den östsvenska gruppen; på rikssvensk sida har de mest gemensamt med de norrländska. De brukar i sin tur delas in i fyra mindre grupper: österbottniska, åländska, åboländska (talas i Åbolands skärgård, mellan Åland och fastlandet) och nyländska. Huvudgrupperna delas ytterligare in i norra, mellersta och södra Österbotten; västra och östra Åland; västra och östra Åboland samt västra, mellersta och östra Nyland. Dialekterna är mest traditionella i Österbotten, östra Nyland och delar av den åboländska skärgården, medan Åland och västra och mellersta Nyland har genomgått en ansenlig dialektutjämning. I Österbotten är det ännu helt normalt att dialekterna varierar inte bara på landskapsnivå eller kommunnivå, utan även mellan olika byar. Två grannbyar kan sålunda ha tydligt olika dialekter. Man kan även i stor utsträckning ute på landsbygden använda sin traditionella dialekt i skolan, i affären, i banken eller vid kontakt med kommunen. Helt normalt är också att även små barn talar en traditionell och för utomstående svårförståelig dialekt.
Dialekterna i Finland är väl utforskade av Institutet för de inhemska språken och ljudprov har upptecknats och bevarats av Svenska Litteratursällskapet i Finland.
Man kan fråga sig varför de finlandssvenska dialekterna av i dag i medeltal är mer traditionella än de svenska dialekterna i Sverige. En förklaring är antagligen den obligatoriska folkskolans uppkomst. I Sverige blev det obligatoriskt med en skola i varje kommun (socken) redan 1842, och systemet blev allmänt under 1850-talet. I Finland däremot infördes folkskolan år 1866 men blev obligatorisk först 1921. Lärarna, åtminstone i vissa skolor, spred aktivt standardspråket till sina elever och förmedlade en starkt negativ syn på barnens dialekter. Denna press på övergång mot standardspråket kom alltså igång mycket senare i Finland. En annan faktor att beakta kan vara urbaniseringen, som kom igång på allvar väsentligt senare i Finland än i Sverige.
Det finlandssvenska riksspråket har utvecklats i fältet mellan riksspråket i Sverige (som, väl att märka, inte representerar någon "ursprunglig" svenska utan självt är en blandning av olika dialektdrag) och svenska dialekter i Finland. Därför påminner den moderna riksfinlandssvenskan mycket om rikssvenskan, men har även drag som kan spåras tillbaka till dialekterna.
De lantliga dialekterna kännetecknas visserligen av systematiska skillnader jämfört med flertalet rikssvenska dialekter, men uppvisar också stora variationer sinsemellan. I Österbottens kustområde, där det finns cirka 100 000 finlandssvenskar, är dialekterna starkast. Många likheter finns med till exempel västerbottniska mål som pitemål eller skelleftemål, gutamål och jamtska i Sverige.
Den mest kända dialekten i österbottniskan är Närpes-dialekten, men också de flesta andra dialekterna i Österbotten kan kännas svårförståeliga för utomstående. Gemensamt för de flesta österbottniska dialekterna, liksom med många andra av de östsvenska, är att de så kallade primära diftongerna (-ai, -öy, -au) kvarstår, liksom i isländskan, skelleftemålet och vissa former av norska. Orden "hem", "hö" och "rönn" kan sålunda på många håll i Svenskfinland uttalas "heim", "höi" och "röun". I många dialekter finns dessutom yngre, s.k. sekundära diftonger, som gör att ord som "bok", "väg", "våg", "hög", "ut" kan uttalas "båok", "vieg", "voåg", "huög" och "iot", vilket ytterligare kan öka förvirringen hos ovana lyssnare. I stora delar av Svenskfinland (utom i södra Österbotten, på Åland, delar av Åboland och i östra Nyland), används även det s.k. europeiska u-ljudet. Det betyder att u uttalas som o (o som i standardsvenskans orm), som i t.ex. "hond" (hund), "opp" (upp) och "onjifäär" (ungefär). Språkhistoriker tror att detta drag tidigare har använts i alla germanska språk, finns ännu t.ex. i tyska och i danska. En del dialekter har dessutom bevarat ett gammalt a i ord som t.ex. gaa (gå), hald (hålla) och lang (lång).
Konsonantuttal som är mycket vanliga i Österbotten är t.ex. de gamla konsonantkombinationerna "ld", "mb" och "ngg" som bevarats t.ex. i orden "kaald" (kall), "damb" (damm) och "sångg" med hörbart g efter ng-ljudet (sång). Den tidigare (även standardsvenska) konsonantkombinationen hv lever kvar i Närpes samt hos en del talare i Åboland och i östra Nyland med uttalet kv, som t.ex. i orden "kva" (vad), "kviit" (vit) och "kviil" (vila). Ett gemensamt drag med norra Sverige är det tjocka l-ljudet (kakuminalt l), som används i de flesta österbottniska dialekterna utom längst i norr, samt hos en del talare i Åboland och på Åland. Ibland kan detta tjocka l-ljud ersättas i standardsvenskan med -rd, t.ex. i "båol" (bord) och "jåol" (jord), medan det ibland är ett uttal för enbart l. Dialekterna har regler för när "vanligt", s.k. tunt l ska användas, och när man bör ha tjockt l. ALLA l-ljud uttalas sålunda inte tjockt. Ett gemensamt drag med många talare i norra Sverige är också den s.k. norrländska förmjukningen, som i Finland används i Österbotten samt av en del talare i Åboland och i Nyland. Det innebär att g och k framför främre vokal förmjukas inne i ord, som t.ex. "veejin" (vägen), "saatjin" (saken) och "bettjin" (bäcken). I standardsvenskan sker denna förmjukning enbart i början av en betonad stavelse, som t.ex. i "tjööket" (köket) och "jeenast" (genast). I ett fåtal dialekter i Åboland och östra Nyland används ingen förmjukning alls av vissa talare, som t.ex. "kyrka" (med k-ljud även i början av ordet). Detta menar man är ett mycket gammalt drag som tidigare har varit allmänt inom svenska språket. Lika gammalt ser man uttalet med t i ord som t.ex. "tu" eller "tö" (du), "tå" (då) och "täär" (där). Uttalet med t kombineras med d så att t-form används om ordet betonas, medan d-formen ses som obetonad. Detta drag används numera främst i Österbotten och i Åboland.
Mycket vanligt i alla finlandssvenska dialekter, även i städerna, är den s.k. apokopen. Det innebär att obetonade vokaler i slutet av ord tenderar att falla bort i uttalet. Jfr t.ex. "int" (inte), "mamm" (mamma), "kast" (kasta) och "byggd" (byggde). Några dialekter har dessutom apokope i t.ex. "flikk" (flicka) och "bakk" (backe). Främst i Nyland, stora delar av Åboland samt norra Österbotten finns även s.k. synkope. Det betyder att en obetonad vokal i en ändelse kan falla bort, t.ex. "biln" (bilen), "stoln" (stolen). I Österbotten sker detta med substantiv som är eller tidigare har varit maskulina (se grammatiskt genus nedan), medan man i södra Finland numera kan använda synkope vid såväl traditionellt maskulina som traditionellt feminina substantiv. Synkopen har i dessa mer utjämnade dialekter fått status som dialektmarkör.
Det finns vidare tre grammatiska genus, nämligen "han", "hon" och "det" (som ofta uttalas "he"), liksom ännu även i några dialekter i Sverige, samt i norskan och isländskan. Det här betyder i praktiken att t.ex. "stolen" eller "backen" omtalas som "han", medan t.ex. "sången" eller "klockan" kan omtalas som "hon". Ord som "bordet" eller "ögat" omtalas som "he" eller "det". Kongruens enligt grammatiskt genus kan också finnas på andra pronomen, så att det kan vara skillnad på t.ex. "menn papp" (min pappa, maskulinum), "miin mamm" (min mamma, femininum) och "mett baan" (mitt barn, neutrum). I några dialekter kongruerar även adjektiv enligt tregenussystemet. Standardsvenskan har numera endast två grammatiska genus: "den" och "det", som har uppkommit så att de maskulina och feminina substantiven har smultit ihop till en enda grupp (t.ex. stolen, klockan), medan neutrerna fortfarande är neutrer (t.ex. bordet). Tregenussystemet lever numera kvar mest i Österbotten, medan vissa rester kan finnas i Åboland, Nyland och på Åland.
I Österbotten används komparativändelserna -an och -är, t.ex. i orden "starkan" (starkare) och "lenggär" (längre). Ett typiskt sätt att bilda substantiv av verb är med hjälp av suffixet -as, t.ex. i "leesas" (läsning), "måålas" (målande). Bestämd form används oftare än i standardsvenskan, t.ex. "kåok fistjin" (koka fisk) eller "e ji såolen i daa" (det är soligt i dag).
Finlandssvenska dialekter innehåller även ord som inte längre finns i standardsvenskan – liksom nybildningar som inte har spritt sig dit.
I den nutida standardsvenskan finns enbart en stavelselängd, nämligen lång stavelse. Det här betyder att i en stavelse måste antingen vokalen eller konsonanten alltid vara lång, t.ex. "hat" (lång vokal) eller "hatt" (lång konsonant). I de flesta finlandssvenska dialekterna finns också möjligheten att både vokalen och konsonanten uttalas kort (kallas kortstavighet), t.ex. i ordet "viko" (vecka, men såväl vokalen som konsonanten uttalas kort). Dessutom har en del dialekter s.k. överlånga stavelser, vilket betyder att såväl vokalen som konsonanten i en stavelse kan vara långa, t.ex. i ordet "siitt" (sett, från verbet se, men såväl vokalen som konsonanten uttalas långt). Kortstavighet och överlånga stavelser var tidigare allmänna också i dialekter i Sverige, men är numera mycket ovanliga där.

## Ortnamn

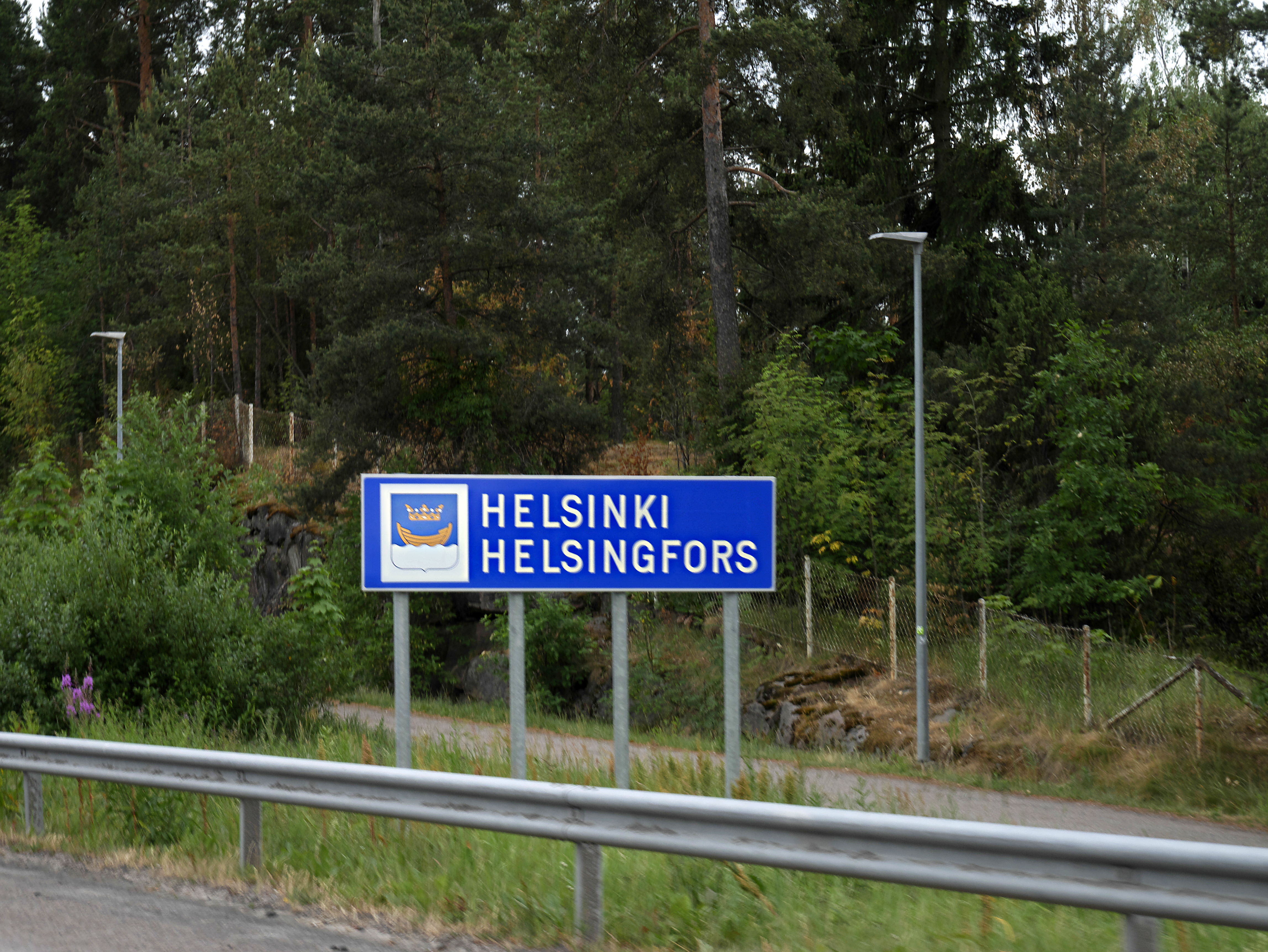
Helsingfors stads gräns med en tvåspråkig skylt.

Kommunerna i Finland delas in i finskspråkiga, svenskspråkiga och tvåspråkiga. I många tvåspråkiga och i en del enspråkiga kommuner finns ortnamn på båda språken.
De flesta svenska ortnamnen i Finland skulle kunna tänkas vara gångbara också i Sverige (till exempel Helsingfors, Söderkulla, Korsnäs osv.), men många har en karakteristisk finländsk klang. Dessa namn kan till och med vara svåra att uttala för rikssvenskar, eller också kan en rikssvensk inte anse att namnet skulle vara svenska över huvud taget. Orsakerna till detta fenomen är i många fall följande:
- Finska ortnamn har omskrivits i en form som bättre passar det finlandssvenska uttalet, ex.: Artukainen – Artukais, Uurainen – Urais, Kesälahti – Kesälax, Himanka – Himango.
- De ursprungliga svenska ortnamnen är kraftigt dialektala eller klingar gammalmodigt, ex.: Eugmo, Jöusan, Hyppeis, Keistiö. Vissa sådana namn grundar sig även på tidiga finska ortnamn.
- (i uttalet:) De svenska ortnamnen har för finlandssvenskan typisk kort vokal på första stavelsen, ex.: Skrakaby, Karabacka, Hanaholmen, Masaby.

Särskilt i Svenska Österbotten, men även i övrigt på landsbygden i Svenskfinland, är det vanligt med karaktäristiskt finlandssvenska och dialektala ortnamn, som inte skulle vara möjliga i Sverige – vars dialektala ortnamn är på andra dialekter.
Ett litet antal svenska ortnamn i finska Finland är så speciella, att de låter underligt till och med för finlandssvenskar – till exempel Pungalaitio, Bräkylä, Uguniemi, Filpula och Frantsila. Dessa är i regel tagna nästan direkt från finskan och litet egenartade även där.

## Juridisk och social status

Enspråkigt finska
Tvåspråkiga, finska majoritetsspråk, svenska minoritetspråk
Tvåspråkiga, svenska majoritetsspråk, finska minoritetspråk
Enspråkigt svenska
Tvåspråkiga, finska majoritetsspråk, samiska minoritetspråk

Svenska har tillsammans med finska grundlagsenlig status som nationalspråk i Finland. Svenskans och finskans ställning regleras främst i språklagen, som dock inte gäller på det officiellt enspråkigt svenska Åland. År 2018 talade 5,23 % av Finlands befolkning svenska som modersmål enligt officiell statistik.
Finska är ett finskt-ugriskt språk och obesläktat med svenska. Begripligheten mellan språken är i praktiken nästan helt obefintlig utan studier och träning, även om det finns ett stort antal svenska lånord i finskan som underlättar inlärningen när de första språkstrukturella svårigheterna är avklarade. Dessa lånord inkluderar också relativt nya lån i till exempel den slang som talas i Helsingfors.
Sedan den nioåriga grundskolan infördes på 1970-talet är, undantaget Åland, det andra inhemska språket obligatoriskt ämne från sjunde klass. De flesta finlandssvenskar läser dock finska redan från tredje klass. Fram till 2004 var båda språken obligatoriska i studentexamen, numera är endast provet i modersmålet obligatoriskt. Införandet av obligatorisk svenska var avsett att åtgärda den stadiga nedgången av antalet svensktalande och för att undvika att skapa stora språkklyftor inom befolkningen.

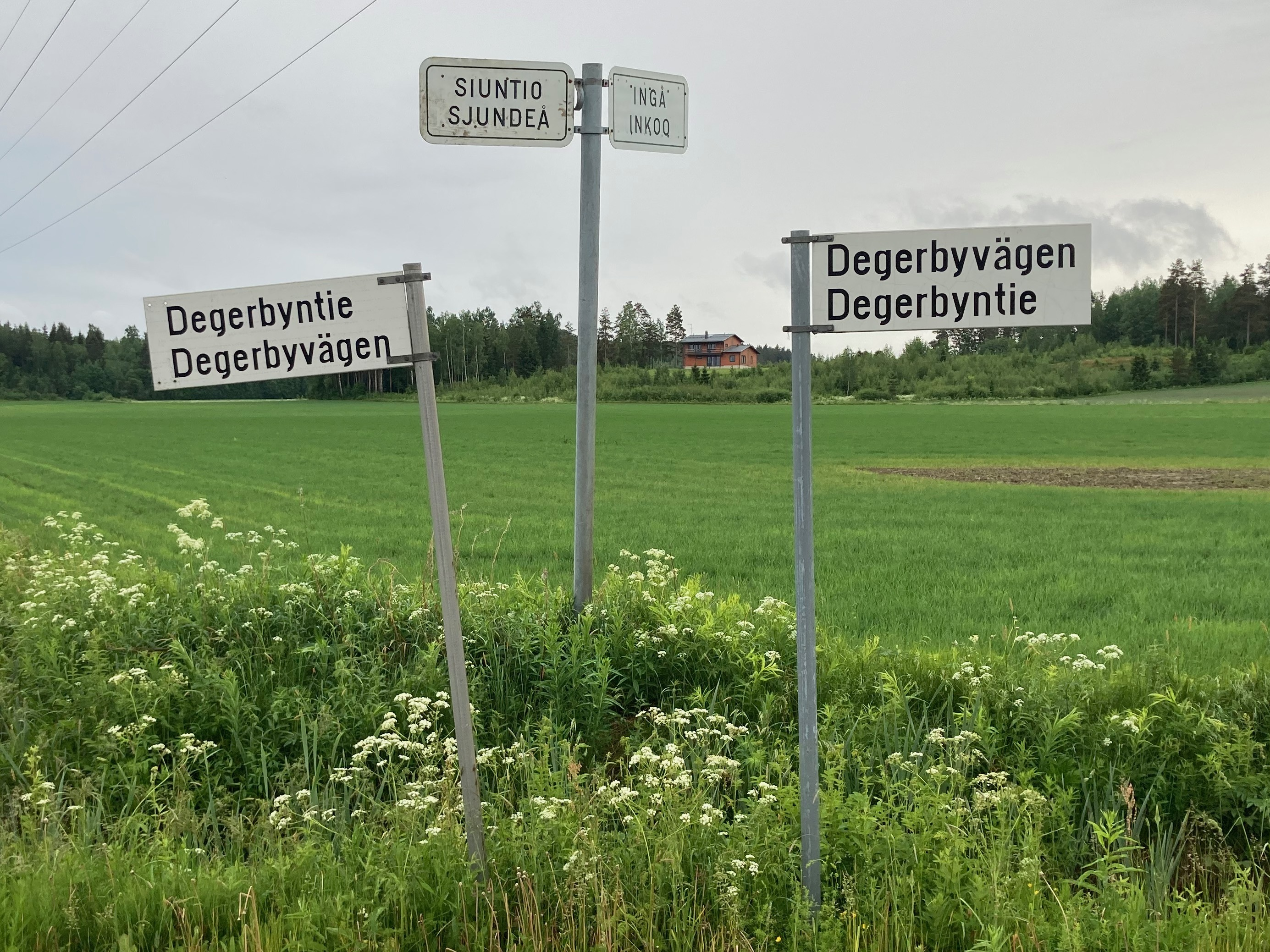
Gränsen mellan de tvåspråkiga kommunerna Sjundeå och Ingå: Trafikskyltarna är både på finska och svenska. I Sjundeå, där majoriteten talar finska, är skyltarna först skrivna på finska. I Ingå är majoritetsspråket svenska, vilket återspeglas i att trafikskyltarna är skrivna på svenska först.

Finlandssvenskar som bor i finskdominerade städer, som Helsingfors och Åbo, är i regel funktionellt tvåspråkiga, men det finns orter och städer, som Vasa, Borgå, Lovisa, Raseborg (Ekenäs och Karis), Pargas, Korsholm och Jakobstad, där man i praktiken kan använda svenska i alla sammanhang. Alla sexton kommuner på Åland är enspråkigt svenskspråkiga, det vill säga administreras helt och uteslutande på svenska. 49 kommuner har svenska som officiellt språk, varav 33 är tvåspråkiga (15 med svenska som majoritetsspråk och 18 med finska som majoritetsspråk).
Enligt språklagen av år 2003 delas alla de finländska offentliga myndigheterna in i finsk-, svensk- eller tvåspråkiga myndigheter. Enligt lagen: "Statsrådet skall bestämma att en kommun är tvåspråkig, om kommunen har både finskspråkiga och svenskspråkiga invånare och minoriteten utgör minst åtta procent av invånarna eller minst 3 000 invånare. Statsrådet skall bestämma att en tvåspråkig kommun skall bli enspråkig, om minoriteten består av färre än 3 000 invånare och minoritetens andel har sjunkit under sex procent. Om fullmäktige i en kommun begär det, kan statsrådet genom förordning bestämma att kommunen är tvåspråkig under följande tioårsperiod även om den annars skulle vara enspråkig." (...) "Texten på skyltar, trafikmärken och andra motsvarande anslag som riktar sig till allmänheten och som myndigheterna sätter upp i tvåspråkiga kommuner skall finnas på finska och svenska, om man inte enligt internationell praxis använder enbart ett utländskt språk."
Enligt språklagen är myndigheten tvåspråkig om dess ämbetsdistrikt omfattar tvåspråkiga eller både finsk- och svenskspråkiga kommuner. Andra myndigheter är enspråkiga. I de tvåspråkiga myndigheterna och kommunerna är alla ämbetsmän skyldiga att ha skriftliga och muntliga kunskaper i båda språken. Till och med i enspråkiga myndigheterna måste ämbetsmän förstå också det språket som inte är myndighetens språk. I kontakter med statliga myndigheter och tvåspråkiga kommunala myndigheter har var och en rätt att använda sitt eget språk, antingen finska eller svenska. I enspråkiga myndigheter måste medborgarens språk användas om ärenden väcks av myndigheten och som direkt gäller grundläggande rättigheter för honom eller henne eller någon som är i hans eller hennes vård eller om myndigheten ålägger honom eller henne någon skyldighet.